# Candy Shop (szerver)
A Candy Shop, vagy korábban használt nevén Kenyér Magyarország egyik legnagyobb illegális tartalmakat gyűjtő (warez) szervere volt, amely viszonylag széles körben hírhedt volt, és a rendőrségnek csak jó idő után sikerült lecsapni rá.
A 12,8 terabájt kapacitású FTP-szervert 2006. július 12-én foglalta le a rendőrség. A szerveren több mint kétezer film, négyezer zenei mű, kétezer videójáték és háromszáz szoftver volt. Az illegális klubnak mintegy 200 tagja lehetett, ismerősök ajánlására lehetett hozzáférést szerezni. A tagdíj állítólag 20 000 forint volt három hónapra.
Egyetlen forrásban sincs megemlítve, hogy magát az adattároló kiszolgálót, vagy csak az „előtte álló” proxyt foglalták le, ahogyan a tulajdonosa írta.[forrás?]